# Disney's TaleSpin
Disney's TaleSpin (ook wel TaleSpin) is een videospel dat is gebaseerd op Disney's animatieserie met gelijke naam. In 1991 kwam een versie uit voor de Nintendo Entertainment System en TurboGrafx-16. Het spel gaat over twee beren genaamd Baloo en Kit Cloudkicker, die pakketten en goede te brengen bij de beer Rebecca Cunningham. Hierbij worden ze tegengewerkt door de slechte tijgertycoon Shere Khan, die piraten heeft ingehuurd onder leiding van Don Karnage. Onderweg moeten er gestolen goederen en worden gevecht voor je leven. Dit alles zal je uiteindelijk naar de grote vesting van de vijand leiden.

## Platform
| Jaar | Platform                  |
| ---- | ------------------------- |
| 1991 | NES, TurboGrafx-16        |
| 1992 | Game Boy, Sega Mega Drive |
| 1993 | Game Gear                 |